# Brune (Brasserie de Bellevaux)
Brune is een Belgisch bier. Het bier wordt gebrouwen in Brasserie de Bellevaux, gelegen in het Luikse dorp Bellevaux, onderdeel van Bellevaux-Ligneuville, een deelgemeente van Malmedy in de Oostkantons.
Brune is een donker bier van hoge gisting met een alcoholpercentage van 6,8%. Het bier wordt het hele jaar door gebrouwen.